# Hobby (Zeitschrift)
Hobby. Das Magazin der Technik war eine Zeitschrift, die von Mai 1953 bis September 1991 erschien.

## Geschichte
Bis 1984 erschien hobby im Stuttgarter Ehapa Verlag, ab September 1984 bis zur Einstellung im Hamburger Top Special Verlag, an dem Ehapa und der Axel Springer Verlag seinerzeit zu gleichen Teilen beteiligt waren. Anfangs erschien eine Ausgabe monatlich, ab Oktober 1961 14-täglich.
Das Format war ursprünglich DIN A5, ab der Ausgabe 1 von 1966 etwas größer. Diese Veränderung ging mit der ersten Preiserhöhung einher, das Heft kostete nun 1,80 DM anstatt bislang 1,50 DM. Im Vorwort hieß es dazu: Durch geschicktes Ausnutzen aller drucktechnischen Möglichkeiten konnten wir das Format von hobby vergrößern. Dabei wurde auf die Gesamtfläche aller Seiten von 53000 Quadratzentimeter hingewiesen, zuvor waren es 45000 Quadratzentimeter. Mit der Ausgabe 22 erschien das Magazin ab dem 24. Oktober 1973 im üblichen Zeitschriften-Format.
Zunächst bot das Magazin Bastel- und Bauanleitungen für allerlei Dinge sowie Modellflugzeuge, -autos, -eisenbahnen und -schiffe.
Im Laufe der Jahre wurden die Bauanleitungen ausgefeilter.
Wesentlicher Teil waren die Artikel über die neuesten Errungenschaften der damaligen Technik, mit ihren mutigen, aus heutiger Sicht fast skurrilen Zukunftsvisionen, die in einem zukunftsgläubigen und technikverliebten Stil geschrieben wurden.
Auch die ersten Entwicklungen im Bereich der Homecomputer wurden von der Zeitschrift begleitet.
Es gab auch in jedem Heft Sammelgutscheine.
Für eine bestimmte Anzahl konnten man ein sogenanntes „Explorama“ beim Verlag bestellen.
Hierbei handelte es sich um Explosions- und Aufrißzeichnungen von technischen Geräten im Posterformat (z. B. Farbfernsehen, das Senkrechtstartflugzeug Harrier oder der NSU-Ro80 mit Wankelmotor).
Der EHAPA-Verlag gab auch 6-seitige Faltblätter im DIN A5-Format zu einzelnen Themen heraus, z. B. "Am Steuer des Porsche Spyder RSK" (Sonderdruck Nr. 7), "hobby testet Mercedes 190 SL" (Sonderdruck Nr. 9), "Raketen-Revue" (Sonderdruck Nr. 6) und "Satelliten-Revue" (Sonderdruck Nr. 8).
1967 erschien Das Große Hobby Lexikon in 3 Bänden von Abgasturbolader bis Zystoskop ebenfalls im EHAPA-Verlag, Stuttgart. Zusammenstellung und Bearbeitung erfolgten durch Dr. Robert Brenner, Ing. Alois Hach, Ing. Ernst Nieksch, Ernst Pfau, Ing. Walter Schmidt und Heinz Bühler. Der Druck erfolgte durch die Gebr. Rath in Stuttgart.

## Sonderreihe Hobby Bücherei
Im Jahr 1964 wurde die Sonderreihe Hobby Bücherei aus der Taufe gehoben. Bis 1972 wurden 31 verschiedene Bände herausgegeben.
| Band    | Titel                                                    | Jahr |
| ------- | -------------------------------------------------------- | ---- |
| Band 01 | Der große Auto-Salon                                     | 1964 |
| Band 02 | Gewusst wie – Wissen und Technik auf einen Blick         | 1965 |
| Band 03 | Kampf um Mach 1                                          | 1965 |
| Band 04 | Meisterfotos – und wie man sie macht                     | 1965 |
| Band 05 | Auto-Stars                                               | 1966 |
| Band 06 | Verbrecher im Netz der Technik                           | 1966 |
| Band 07 | Meisterfotos – und wie man sie macht; Folge 2            | 1966 |
| Band 08 | Revolution aus der Retorte                               | 1966 |
| Band 09 | Zauberwort Stereo                                        | 1967 |
| Band 10 | Wohnen mit Kniff und Pfiff                               | 1967 |
| Band 11 | Raumfahrt – das große Abenteuer                          | 1967 |
| Band 12 | Weltmacht Fernsehen                                      | 1967 |
| Band 13 | Technik, Sport und Traumrekorde                          | 1967 |
| Band 14 | Alles über Film und Filmen                               | 1968 |
| Band 15 | Report 1998 – so leben wir in 30 Jahren                  | 1968 |
| Band 16 | Wunderwaffen der Medizin                                 | 1968 |
| Band 17 | Mein Auto und ich                                        | 1968 |
| Band 18 | Das neue Hobby-Sportbuch, Fit sein – vorn sein           | 1968 |
| Band 19 | Zauberreich der Elektronen                               | 1968 |
| Band 20 | Signale vom Jupitermond                                  | 1968 |
| Band 21 | Reisen – Camping – Urlaubsfreuden                        | 1969 |
| Band 22 | Atom im Dienste der Menschheit                           | 1969 |
| Band 23 | Fliegen – mein Hobby                                     | 1969 |
| Band 24 | Das große Hobby-Fotobuch, Neue Wege zu besseren Bildern  | 1970 |
| Band 25 | Mach mehr aus deiner Freizeit                            | 1970 |
| Band 26 | Spionage und Technik                                     | 1970 |
| Band 27 | Wohnen mit Kniff und Pfiff; Teil 2                       | 1970 |
| Band 28 | Gewusst wie – Wissen und Technik auf einen Blick; Teil 2 | 1971 |
| Band 29 | Zauberreich der Elektronen; Teil 2                       | 1972 |
| Band 30 | Der Hobby-Handwerker, 1000 Reparaturtips fürs Haus       | 1972 |
| Band 31 | Das große Hobby Fotobuch, Teil 2                         | 1972 |